# Salara
Salara (en vènet Sałara) és un municipi italià, situat a la regió de Vèneto i a la província de Rovigo. L'any 2010 tenia 1.223 habitants. Limita amb els municipis de Bagnolo di Po, Calto, Ceneselli, Felonica (MN), Ficarolo i Trecenta.
El país és travessat al sud pel riu Po. El marge esquerre del riu és argilosa i durant l'estiu es talla la circulació per a poder transitar amb bicicleta en dies festius i vigílies. El patró és sant Valentí. Al maig és important la Festa de la Maduixa, amb degustació de vi i menjar.

## Administració
| Període | Identitat       | Partit        |
| ------- | --------------- | ------------- |
| 2009-   | Andrea Prandini | Llista Cívica |

## Història
No hi ha gaires restes al municipi de l'època romana, ja que la vila va créixer i prosperar a mitjans del segle xviii a l'ombra del gran monestir de Santa Croce. Es creu que el seu nom, Salara, prové dels jaciments de sal que hi havia a l'antic riu Pestrina. El monestir fou construït a finals del segle xi pels agustins, va passar a mans dels benedictins en el segle xv. Va romandre així fins al segle xviii, amb la població dividida per una agra disputa legal que es va perllongar uns 200 anys. Amb el temps el complex religiós fou remodelat i el que queda dats de mitjans del segle xvii (oratoris de San Francesco i Sant'Antonio. L'església parroquial del segle xviii dedicada a Sant Valentí es troba sobre les ruïnes dels edificis anteriors i té altars de marbre i fusta tallada de bona qualitat. També hi ha pintures de l'escola de Ferrara, el Crist crucificat amb Sant Valentí i Sant Carles Borromeu pintat per Ercole Sarti.